# 보딘슈트라세역
보딘슈트라세역(U-Bahnhof Boddinstraße)은 베를린 노이쾰른구 노이쾰른에 있는 U8의 역이다. 헤르만슈트라세(Hermannstraße)와 보딘슈트라세의 교차점에 역이 설치되어 있다. 1927년 7월 17일에 개통했다.
역의 이름은 1874년부터 1907년까지 오늘날의 노이쾰른의 전신인 릭스도르프의 시장을 지낸 헤르만 보딘(Hermann Boddin)에서 왔다.

## 역사
1912년 AEG의 도시 철도 계획이 건축 허가를 받았고, 이 역 일대도 포함되어 있었다. 그러나 제1차 세계 대전으로 인하여 실제 착공은 1920년대 중반에 이루어졌다. 역사는 알프레드 그레난데르와 알프레트 페제(Alfred Fehse)가 설계했다. 남부 출입구에는 십각형 역명판이 설치되었으며, 북부 출입구에는 지하 화장실이 설치되었다. 1923년에 개통된 남북 도시철도(오늘날의 U6)에서 사용한 것과 비슷한 디자인을 사용했다. 역사 외벽은 밝은 회색 세라믹 타일로 마감했으며, 위와 아래에 파란색 줄무늬가 추가되었다. 승강장 중앙 기둥은 파란색으로 마감되었다. 승강장은 아스팔트로 포장되어 있었다. 표지판은 가독성을 위해서 검은 배경에 흰 글씨를 사용했다. 역 남쪽으로 인상선 2선이 설치되어 있다.
1925년부터 1926년까지 노이쾰른구에서 건설을 강력하게 추진했다. 1927년 7월 17일 보딘슈트라세-쇤라인슈트라세 구간이 개통하면서 영업을 시작했다. 라이네슈트라세역 방면으로의 남부 연장은 1929년 8월 4일에 개통했다.
제2차 세계 대전 당시 연합군의 베를린 폭격으로 인하여 1945년 4월 23일부터 1945년 5월 14일까지 영업을 정지했다. 복구 당시에는 라이네슈트라세까지만 운행을 재개했다. 당시의 텔토군과의 경계선에 인접해 있었기 때문에 란트베어 운하 주변의 폭격 피해에서 상대적으로 자유로웠다.
1960년대에는 화장실이 폐쇄되었다. BVG, BSR, 노이쾰른구 사이에서 관리 책임이 떠돌다가 관리되지 않으면서 철거가 불가피해졌다. 실제 철거는 2007년에 진행되었다.
2012년 초에 역 개보수공사 진행이 계획되었다. 실제 착공은 2012년 가을이었다. 2013년 11월 29일에 엘리베이터가 영업을 시작했고, 역 전체 개보수공사는 2014년 8월 25일에 완료되었다. 보수공사로 인하여 보딘슈트라세와 헤르만슈트라세간 구간 운행이 2013년 8월 12일부터 2014년 8월 25일까지 중단되었다.

## 인접 철도역
베를린 버스 M43, 166번과 환승 가능하다.
| 베를린 지하철 8호선                | 베를린 지하철 8호선 | 베를린 지하철 8호선        |
| ---------------------------------- | ------------------- | -------------------------- |
| 라이네슈트라세 헤르만슈트라세 방면 | U8                  | 헤르만플라츠 비테나우 방면 |

## 참고 문헌
- 《U8. Geschichte(n) aus dem Untergrund》. Berlin: GVE. 1994. 60쪽. ISBN 3-89218-026-1.